# Carit Andersens Forlag
Carit Andersens Forlag as er et dansk bogforlag, stiftet 1940 af Poul Carit Andersen, der var uddannet hos Munksgaard. Forlaget har udgivet bøger om kulturhistorie og humaniora, men også kriminalromaner.
Forlaget er videreført af Mercantila Publishers og ligger i dag i Værløse.